# Lloyd Green
Lloyd Green (né le 4 octobre 1937) à Leaf (Mississippi) est un guitariste de pedal steel guitar américain. Green est surtout réputé pour son travail en studio d'enregistrement avec des artistes tels que Johnny Cash, Tammy Wynette, Alan Jackson, Lynn Anderson, Don Williams, Paul McCartney, Charley Pride, Johnny Paycheck (en), George Hamilton IV (en), Eddy Mitchell (album Made in USA) et bien d'autres.

## Biographie
Né à Leaf (Mississippi), Green déménagea avec sa famille à Mobile (Alabama) à l'âge de quatre ans, où il commença à suivre des cours de musique. À sept ans, il apprit à jouer de la guitare hawaïenne puis de la pedal steel guitar. À dix ans, il jouait professionnellement deux nuits par semaine dans des clubs avec un guitariste rythmique. En 1955, après avoir obtenu son diplôme en High school, il se dirigea vers des études de psychologie à l'université de Southern Mississippi. Il quitta l'université à 19 ans et alla à Nashville pour entamer une carrière de guitariste de "pedal steel guitar". Au fil du temps, Lloyd Green devint l'un des guitaristes de "pedal steel guitar" les plus populaires et respectés et incontestablement l'un des meilleurs joueurs en accordage Mi 9e (E9th tuning).
Green se joignit au groupe de Faron Young en décembre 1956 et tourna avec pendant 18 mois. Il fit son premier enregistrement studio à la steel guitar sur le titre "Too Much Water Runs Under The Bridge" de George Jones. Il retourna ensuite vivre à Mobile ou il tourna dans des clucs. Après 9 mois d'économies, il revint travailler à Nashville travailler comme vendeur de chaussures. Il raconta son histoire à une de ses clientes, la veuve de l'auteur-compositeur Fred Rose qui paya ses dettes et le remit en selle,.
Son premier enregistrement de studio à succès fut sur "The Bridge Washed Out" de Warner Mack (en) en 1965. Dans les 15 ans qui suivirent, Green devint une artiste de studio renommé, il enregistra avec Vera Lynn, Paul McCartney, Ringo Starr et même les Byrds.
Durant les années 1980, une infection à l'oreille le força à arrêter de travailler mais il enregistra finalement encore en studio.
LLoyd Green fut intronisé au Steel Guitar Hall of Fame en 1988.

## Discographie

### Albums
| Année | Album                                                              | Classement "US Country" | Label         |
| ----- | ------------------------------------------------------------------ | ----------------------- | ------------- |
| 1964  | Hawaiian Enchantment (son nom n'est pas mentionné sur la pochette) | —                       | Modern Sound  |
| 1964  | Big Steel Guitar (ou "The Big Steel Guitar")                       | —                       | Time          |
| 1966  | Day for Decision                                                   | —                       | Little Darlin |
| 1967  | The Hit Sounds                                                     | —                       | Little Darlin |
| 1968  | Mr. Nashville Sound                                                | 37                      | Chart         |
| 1968  | Cool Steel Man                                                     | —                       | Chart         |
| 1969  | Green Country                                                      | —                       | Little Darlin |
| 1970  | Moody River                                                        | —                       | Chart         |
| 1970  | Music City Sound (avec Pete Wade)                                  | —                       | MGM           |
| 1971  | Lloyd Green and His Steel Guitar                                   | —                       | Prize         |
| 1973  | Shades of Steel                                                    | 21                      | Monument      |
| 1975  | Steel Rides                                                        | 47                      | Monument      |
| 1975  | Ten Shades of Green                                                | —                       | Midland       |
| 1977  | Stainless Steel (ou "Feelings")                                    | —                       | GRT           |
| 1980  | Lloyd's of Nashville                                               | —                       | Midland       |
| 1992  | Reflections                                                        | —                       | Spark         |
| 2003  | Revisited                                                          | —                       | LG            |

### Singles
| Année | Single                             | Classement | Classement | Album                            |
| Année | Single                             | États-Unis | Canada     | Album                            |
| ----- | ---------------------------------- | ---------- | ---------- | -------------------------------- |
| 1967  | "Pedal Pattle" (ou "Pedal Paddle") | —          | —          | The Hit Sounds                   |
| 1968  | "Mr. Nashville Sound"              | —          | —          | Mr. Nashville Sound              |
| 1969  | "Bar Hoppin'"                      | —          | —          | Cool Steel Man                   |
| 1969  | "Robin"                            | —          | —          | Moody River                      |
| 1969  | "Tell Ya What"                     | —          | —          | Moody River                      |
| 1970  | "Ride Ride Ride"                   | —          | —          | Mr. Nashville Sound              |
| 1970  | "My Happiness" (avec Pete Wade)    | —          | —          | Music City Sound                 |
| 1970  | "Release Me" (avec Pete Wade)      | —          | —          | Music City Sound                 |
| 1971  | "Midnight Silence"                 | —          | —          | Lloyd Green and His Steel Guitar |
| 1971  | "Sound Waves"                      | —          | —          | Lloyd Green and His Steel Guitar |
| 1972  | "Morning Has Broken"               | —          | —          | Shades of Steel                  |
| 1973  | "I Can See Clearly Now"            | 36         | 98         | Shades of Steel                  |
| 1973  | "Here Comes the Sun"               | 73         | —          | Shades of Steel                  |
| 1973  | "Dixie Drive-In"                   | —          | —          | Shades of Steel                  |
| 1974  | "Atlantis"                         | —          | —          | Shades of Steel                  |
| 1974  | "Seaside"                          | —          | —          | Steel Rides                      |
| 1974  | "Canadian Sunset"                  | —          | —          | Steel Rides                      |
| 1975  | "Sally G"                          | —          | —          | Steel Rides                      |
| 1975  | "I Can Help"                       | —          | —          | Steel Rides                      |
| 1976  | "Darisa"                           | —          | —          | Ten Shades of Green              |
| 1976  | "You and Me"                       | 92         | —          | Feelings                         |
| 1977  | "Feelings"                         | —          | —          | Feelings                         |
| 1977  | "Whistler"                         | —          | —          | single hors album                |
| 1979  | "Ricochet"                         | —          | —          | Lloyd's of Nashville             |